# Institut de radioastronomie millimétrique
L'Institut de radioastronomie millimétrique ou IRAM est un institut de recherche international et le premier centre européen de radioastronomie millimétrique.

## L'institut et sa mission
L'institut dont le siège est à Grenoble, emploie plus de 120 scientifiques, ingénieurs, techniciens et personnels administratifs d’une dizaine de pays différents. Le personnel de l’IRAM développe des instruments spécialement conçus pour la radioastronomie, à la pointe de la technologie radio moderne dans 
le domaine dit millimétrique, notamment autour des fenêtres atmosphériques vers 115 et 230 GHz. Les laboratoires de l’institut couvrent tout le domaine de la technologie haute fréquence (jusqu'au Terahertz).
L'IRAM est l'une des treize organisations partenaires du consortium international Event Horizon Telescope (EHT). Ses deux observatoires font partie du réseau global EHT qui a présenté en 2019 la première image d'un trou noir.
Sa mission est d’explorer l’univers, d’étudier ses origines et son évolution grâce à ses deux observatoires :
- L'observatoire NOEMA (NOrthern Extended Millimeter Array), situé sur le Plateau de Bure dans les Hautes-Alpes françaises, est le radiotélescope le plus puissant de l’hémisphère nord et le plus grand projet astronomique sur le sol européen: un réseau d’antennes de 15 mètres de diamètre observant de manière synchronisée.
- Le télescope de 30-mètres (aussi Radiotélescope du Pico Veleta) compte parmi les radiotélescopes les plus grands et les plus sensibles jamais construits. Il se situe dans la Sierra Nevada espagnole.

## Sa création
Résultat d'une collaboration entre la France et l'Allemagne, l'institut est fondé en 1979 par le CNRS (Centre national de la recherche scientifique) pour la France et le MPG (Max-Planck-Gesellschaft) pour l'Allemagne. L'Espagne devient le troisième pays collaborateur en 1990 lorsque l'IGN (Instituto Geográfico Nacional) devient partie prenante de l'institut.
Aujourd'hui, l'IRAM est considéré comme un modèle de coopération scientifique multinationale.

## Coopérations internationales
Fournissant également des composants hautement spécialisés à d’autres centres astronomiques dans le monde, l’IRAM entretient des coopérations avec des organisations de recherche spatiale telles que le CNES, l’ESA et la NASA.
L'expertise de l'IRAM en matière d'instrumentation et d'observation, l'amène aussi à avoir d'autres partenaires internationaux. Face à l'attractivité des installations de l'IRAM, l'Université du Michigan décide dès septembre 2016 de soutenir financièrement l'observatoire NOEMA en prévoyant l'utilisation de ses antennes, et en signant un accord de coopération avec l'IRAM. Le 7 décembre 2017, deux institutions chinoises, l'Université de Nankin et l'Observatoire de la Montagne Pourpre, signent un accord de coopération de cinq ans avec l'IRAM afin de renforcer et d'accélérer les progrès scientifiques et technologiques générés par NOEMA. Mais les ingénieurs de l'IRAM participent également à l'élaboration de certains récepteurs du radiotélescope Alma installé au Chili, faisant de l'institut un important partenaire dans l'organisation du grand réseau d'antennes millimétrique/submillimétrique dans le désert d'Atacama.

## La science
Chaque objet cosmique émet différentes catégories de lumière, en fonction de sa composition et de sa température : lumière visible et ultraviolette mais également infrarouge ou ondes radio. Pour obtenir une compréhension complète d’un objet cosmique, l’astronomie moderne combine des observations à différentes longueurs d’onde.
La radioastronomie joue un rôle essentiel dans l’astrophysique moderne en étant complémentaire de l’astronomie optique. Alors que cette dernière est surtout sensible à l’Univers chaud (les étoiles, typiquement quelques milliers de degrés Celsius), les radiotélescopes opérant dans les longueurs d’onde millimétriques, tel que les observatoires de l'IRAM, sondent l’Univers froid (autour de -250 degrés Celsius). Ils sont capables de détecter des objets enfouis dans des nuages de poussière et invisibles pour les télescopes optiques. C'est ainsi que les radiotélescopes permettent de comprendre la formation et l’évolution des galaxies, des étoiles, des planètes et des molécules interstellaires, “briques élémentaires” de la vie.

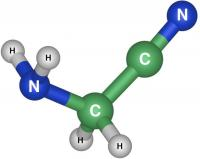
Molécule d'aminoacétonitrile, précurseur potentiel des acides aminés et observée par les télescopes de l'IRAM près du centre de la Voie lactée.

Au cours des trente dernières années, les télescopes de l'IRAM ont réalisé des travaux pionniers dans le domaine de la radioastronomie. NOEMA a fourni des images d’étoiles naissantes et en fin de vie, de trous noirs aux confins de l’univers, formés peu après le Big Bang et de disques autour de jeunes étoiles, véritables berceaux de formation planétaire. NOEMA a observé la galaxie la plus lointaine connue à ce jour. NOEMA et le télescope de 30-mètres ont obtenu les premières images radio complètes et détaillées des galaxies proches et de leur gaz. NOEMA a aussi obtenu la première image d’un disque de gaz entourant un système d’étoile double (Dutrey al. 1994). Ses antennes ont capté pour la première fois une cavité dans un de ces disques, indice majeur pour l’existence d’un objet planétaire qui orbite autour de l’étoile et qui absorbe de la matière sur sa trajectoire (Piétu et al. 2011). Les observatoires de l’IRAM ont découvert un tiers des molécules interstellaires connues à ce jour (ApJ, 2018, Brett A. McGuire) . Les deux observatoires sont à la recherche de molécules prébiotiques dans l’espace, éléments clés de la vie sur Terre.
En 2015, grâce au télescope de 30-mètres en Espagne, des astronomes du CNRS découvrent la présence d’alcool éthylique et de glycolaldéhyde, un sucre, dans l'atmosphère de la comète Lovejoy.
En 2016, des astronomes utilisant le télescope de 30-mètres et le télescope Alma annoncent avoir découvert autour d'un disque protoplanétaire, des grains de poussière d'une température de −266 °C, soit bien plus froids que ceux connus jusqu'alors situés entre −258 °C et −253 °C. Pour expliquer un tel écart, les chercheurs supposent que les gros grains de poussière soient dotés de propriétés différentes de celles couramment envisagées.

Image du trou noir M87* obtenue par le réseau en en avril 2019.

En août 2016, grâce à la combinaison d’observations réalisées par les plus grands télescopes du monde dont l'IRAM et avec l'aide de l'Université Paris-D11,5 milliardsiderot, du CNRS et du CEA, le plus ancien amas de galaxies est découvert. Les résultats publiés dans The Astrophysical Journal révèlent que cet amas de dix-sept galaxies et vieux de 11,5 milliards d'années perturbe les modèles théoriques des astrophysiciens tant il est apparu tôt après le Big Bang.
En 2017, après la découverte du plus ancien trou noir de l'Univers situé à 13 milliards d'années-lumière, NOEMA participe aux campagnes d'observation approfondies de la galaxie abritant ce trou noir supermassif équivalent à 800 millions de fois la masse du Soleil.
Les deux observatoires de l'IRAM font partie du réseau global EHT (Event Horizon Telescope) qui a presenté la première image d'un trou noir, révélée au public le 10 avril 2019. Ce trou noir supermassif nommé M87* possède une masse d'environ 6,5 milliards de masses solaires et se situe au centre de la galaxie M87, distante de 53 millions d'années-lumière du Soleil.

## Autre
Le 17 septembre 2019, l'IRAM inaugure une ligne de fibre optique de 160 km reliant son observatoire NOEMA au siège de l'IRAM à Grenoble. Plusieurs téraoctets de données circulent chaque mois dans cette fibre.

### Sécurité au travail et accidents
L'Institut de Radio Astronomie Millimétrique (IRAM), bien qu'il soit reconnu pour ses contributions à la recherche astronomique, a également été pointé du doigt en ce qui concerne la sécurité au travail. Au cours des 30 dernières années, l'IRAM aurait été associé à 25 décès, dont une partie est liée à des incidents tragiques survenus sur ses sites. Parmi ces événements, la catastrophe du téléphérique du Pic de Bure le 1er juillet 1999, qui a fait 20 morts, et un accident d'hélicoptère le 15 décembre 1999, qui a causé la mort de 5 personnes. Ces tragédies soulignent des préoccupations concernant les conditions de travail et les mesures de sécurité au sein de l'institut.

## Galerie d'images

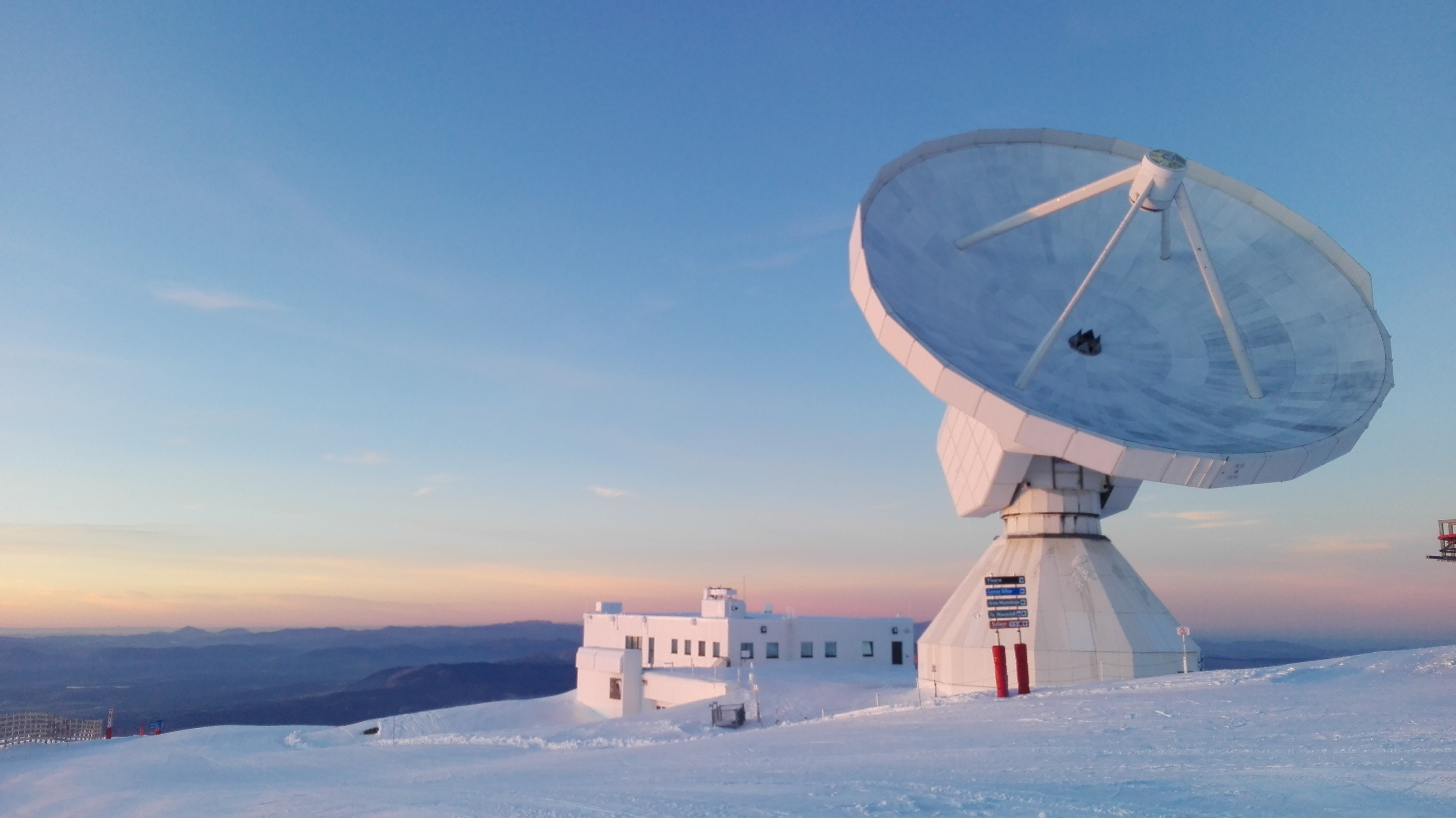
Le télescope de 30-mètres de l'IRAM dans la Sierra Nevada Espagnole
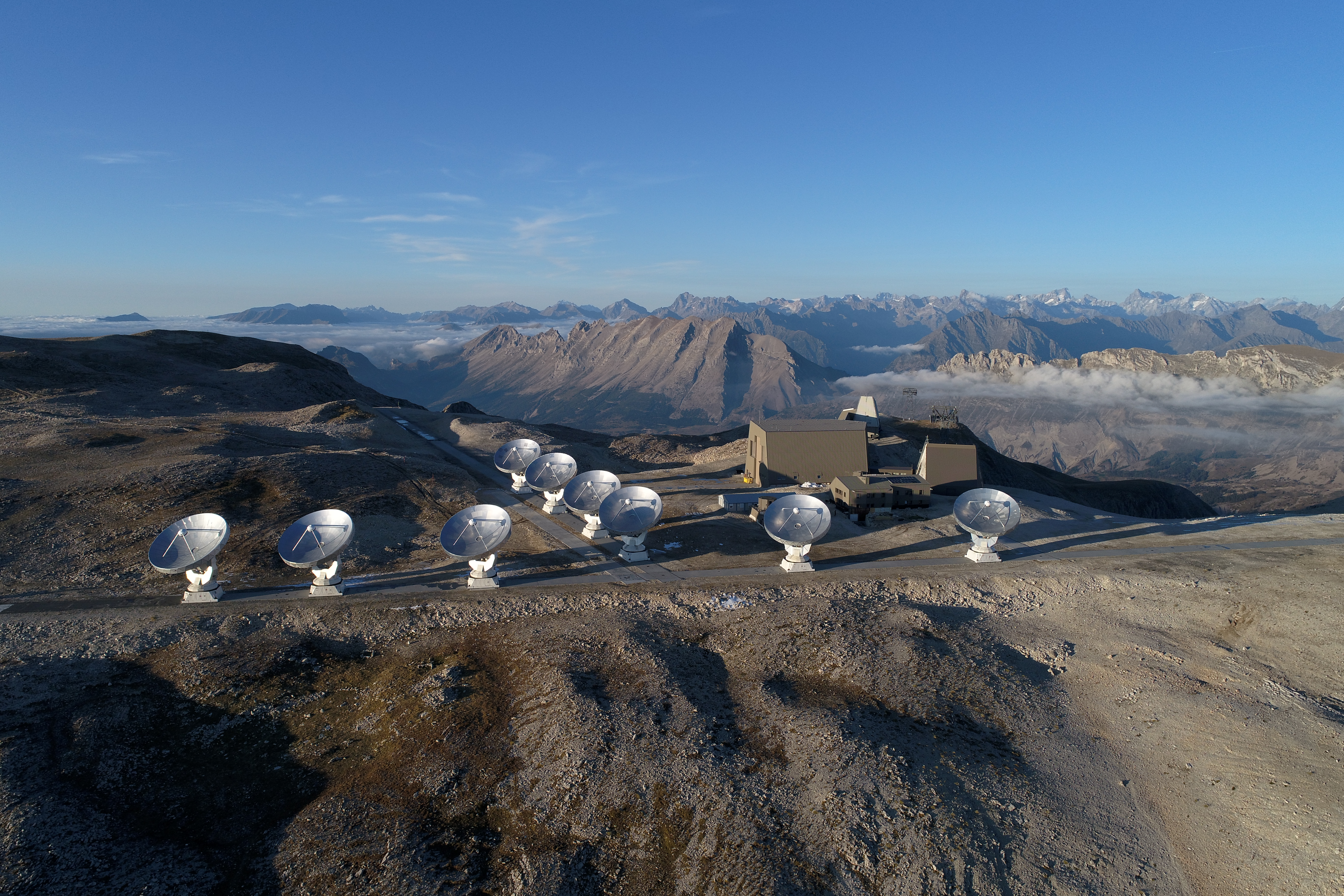
L'observatoire NOEMA et son réseau d'antennes dans les Hautes-Alpes Françaises
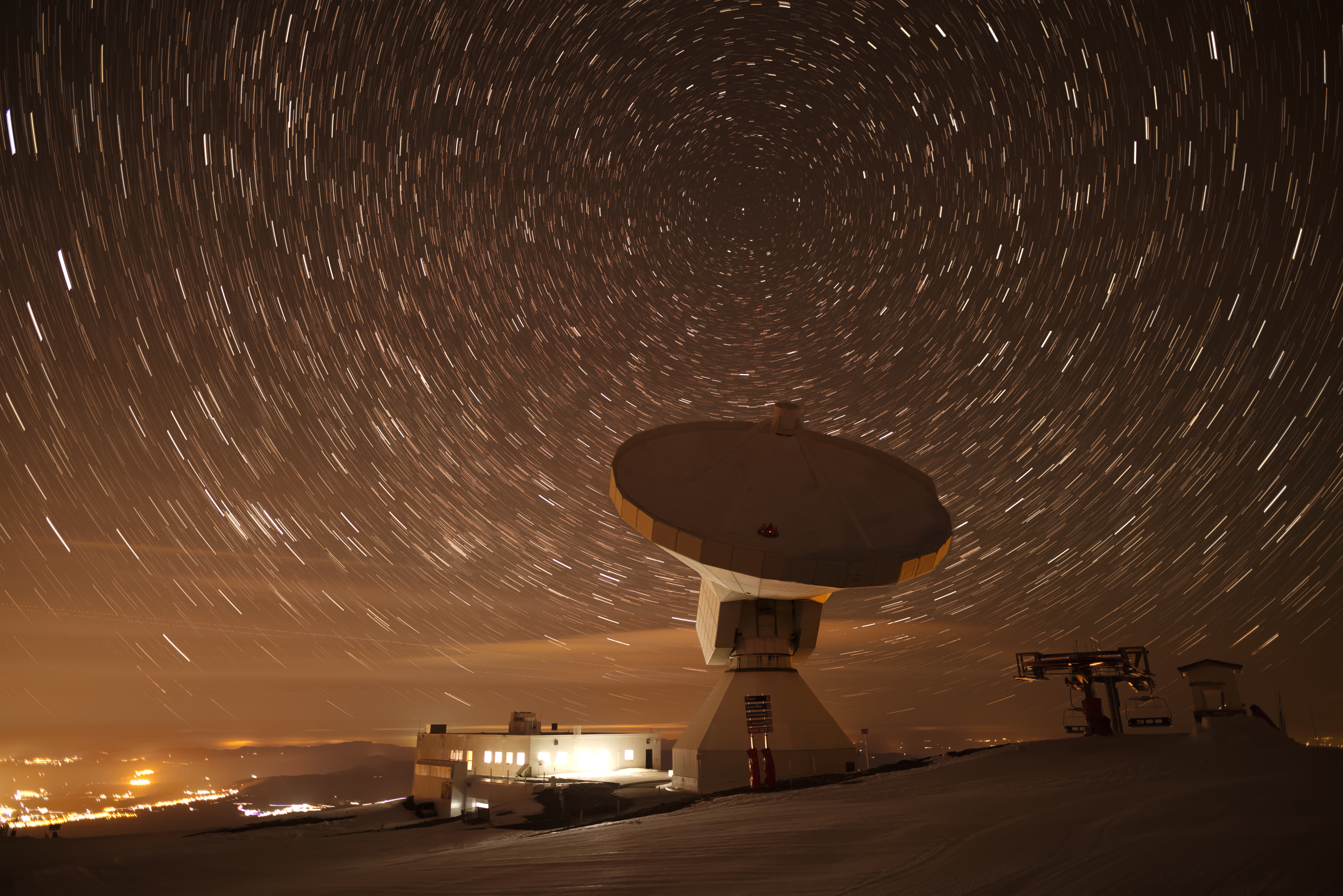
Le télescope de 30-mètres de l'IRAM observe le ciel
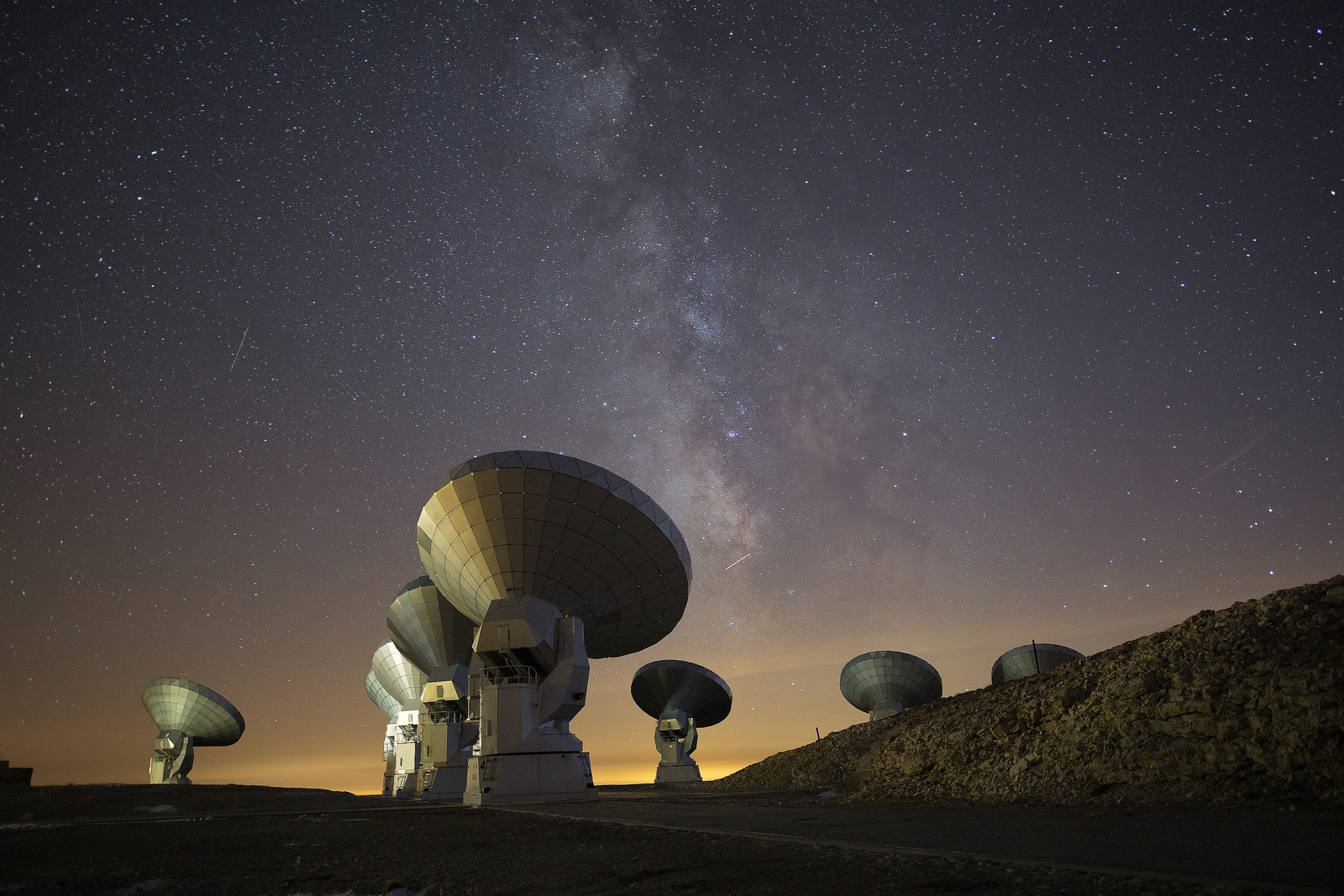
Les antennes de l'observatoire NOEMA sous le ciel de nuit

## États membres
Les États membres de l'institut de radioastronomie millimétrique sont :
- Allemagne ;
- Espagne ;
- France.

## Télévision
En 2019, la série télévisée La Guerre des mondes décrit l'institut comme le lieu de réception d'un message provenant d'extraterrestres.